# Fabbricante di canzoni
Fabbricante di canzoni è il primo album in studio del cantautore italiano Simone Cristicchi, pubblicato nel 2005 dalla Sony BMG.
Pubblicato anche in versione Dual Disc, con inclusi i videoclip di Vorrei cantare come Biagio e Studentessa universitaria, un'intervista ed un live acustico di 15 minuti.

## Tracce
Testi e musiche di Simone Cristicchi, eccetto dove indicato.

### Edizione standard
1. Senza – 2:50 (Cristiano Sciascia)
2. Studentessa universitaria – 3:50 (musica: Simone Cristicchi, Francesco Musacco)
3. Vorrei cantare come Biagio – 2:53 (musica: Simone Cristicchi, Leonardo Pari)
4. Fabbricante di canzoni – 2:51
5. L'isola – 3:32
6. La filastrocca della Morlacca – 3:00 (musica: Simone Cristicchi, Francesco Musacco)
7. Telefonata per l'estate – 1:09
8. Ombrelloni – 2:35
9. A Sambà – 2:59
10. Stupidowski – 2:59
11. Sul treno – 3:09
12. Angelo custode – 3:15
13. Questo è amore (duetto con Sergio Endrigo) – 4:47 (Sergio Endrigo) – contiene la traccia fantasma Rufus

### Edizione Sanremo 2006
1. Che bella gente – 3:10 (Momo, Simone Cristicchi)
2. Fabbricante di canzoni – 2:51
3. Studentessa universitaria – 3:50 (musica: Simone Cristicchi, Francesco Musacco)
4. Vorrei cantare come Biagio – 2:53 (musica: Simone Cristicchi, Leonardo Pari)
5. L'isola – 3:32
6. Cellulare e carta SIM – 3:17
7. Senza – 2:50 (Cristiano Sciascia)
8. La filastrocca della Morlacca – 3:00 (musica: Simone Cristicchi, Francesco Musacco)
9. Telefonata per l'estate – 1:09
10. Ombrelloni – 2:35
11. A sambà – 2:59
12. L'autistico – 3:18
13. Stupidowski – 2:59
14. Sul treno – 3:09
15. Angelo custode – 3:15
16. Questo è amore (duetto con Sergio Endrigo) – 4:47 (Sergio Endrigo) – contiene la traccia fantasma Rufus

DVD bonus nell'edizione DualDisc
1. Album intero in 5.1 – 49:34
2. Video "Vorrei cantare come Biagio"
3. Video "Studentessa universitaria"
4. Intervista
5. Live acustico – 15:00

## Formazione
- Simone Cristicchi – voce, cori, chitarra acustica, chitarra elettrica, chitarra classica, percussioni
- Andrea Rosatelli – basso, contrabbasso
- Desirée Infascelli – fisarmonica
- Francesco Musacco – tastiera, programmazione
- Davide Aru – chitarra elettrica
- Olen Cesari – violino
- Peppe Russo – sassofono soprano, sassofono tenore

## Classifiche
| Classifica (2005) | Posizione massima |
| ----------------- | ----------------- |
| Italia            | 45                |